# Alexandre Glais-Bizoin
Alexandre Olivier Glais-Bizoin (Quintin, 9 marzo 1800 – Saint-Brieuc, 6 dicembre 1877) è stato un politico francese.

## Biografia
Figlio di Olivier Glais-Bizoin, commerciante di tela e deputato nel 1791, Alexandre Glais-Bizoin divenne avvocato nel 1822 ma si dedicò soltanto alla politica. Repubblicano, fu eletto deputato il 5 luglio 1831 e venne confermato nelle successive elezioni tenute nel 1834, nel 1837, nel 1839, nel 1842 e nel 1846.
Oppositore di tutti i governi succedutisi nel regno di Luigi Filippo, si batté per la diminuzione delle tasse sul sale, sul bollo, per l'adozione di una tariffa postale unica – introdotta solo nel 1848 – e si dichiarò contrario alla traslazione delle ceneri di Napoleone in Francia. Nella sua lunga attività parlamentare si distinse per la combattività dei suoi interventi e la vivacità con la quale interrompeva spesso i discorsi dei suoi avversari.
Prese parte attiva alla campagna dei banchetti e, favorevole alla Rivoluzione di febbraio 1848, fu eletto in aprile deputato all'Assemblea nazionale. Sotto l'Impero, del quale fu oppositore, fu eletto solo alle elezioni del 1863 e alle successive del 1869. Fondò  nel 1868 il quotidiano La Tribune di cui fu direttore e vi chiamò a collaborare Émile Zola.
Partecipò al governo di difesa nazionale nel 1870 ma non fu eletto alle elezioni del febbraio 1871. Si trovava a Parigi in marzo quando vi fu l'insurrezione della Comune: arrestato, fu rilasciato con l'impegno di non lasciare la città. Sembra che abbia assistito all'abbattimento della colonna Vendôme. Si allontanò da Parigi all'arrivo delle truppe di Versailles e, sospettato di aver collaborato con i comunardi, fu incarcerato per breve tempo.
Si presentò ancora candidato alle elezioni di luglio senza successo. Morì nel 1877 a Saint-Brieuc dove si era ritirato ed era divenuto consigliere municipale. Scrisse alcune commedie, che non ebbero successo, e un libro di memorie sul ruolo da lui svolto durante la guerra franco-prussiana.

## Scritti
- Vrai courage, commedia, 1868
- Cinq mois de dictature, memorie, 1873